# Markgrafneusiedl
Markgrafneusiedl – gmina w Austrii, w kraju związkowym Dolna Austria, w powiecie Gänserndorf. Według Austriackiego Urzędu Statystycznego liczyła 837 mieszkańców (1 stycznia 2014).